# Kally's Mashup
Kally's Mashup fue una serie televisiva de comedia musical argentina creada por Adam Anders y Anthony Falcón. Es una coproducción con Nickelodeon Latinoamérica, Anders Media, 360 Powwow y Telefe. La serie está basada en la vida y carrera musical de Anders, y cuenta con un elenco argentino y mexicano. Se estrenó el 23 de octubre de 2017 en Nickelodeon y tuvo un preestreno digital el 20 de octubre de 2017. La serie es protagonizada por Maia Reficco y Álex Hoyer, quienes debutan como actores. Y antagonizada por Sara Cobo, Fernanda Serrano Coto, Máximo Espindola y Zhongbo Li.
En Telefe se estrenó el 28 de octubre de 2017 emitiéndose los sábados y domingos, a las 9 de la mañana. Desde su estreno en octubre de 2017, la serie ha generado una audiencia de más de 16 millones de personas en Latinoamérica, convirtiéndose en uno de los programas más vistos del canal y el número 1 en la aplicación de Nickelodeon desde su lanzamiento. La primera temporada estuvo dividida en dos partes, la primera de 30 episodios y la segunda de 45 episodios, haciendo un total de 75 episodios. 
Gracias al éxito de la misma y la aceptación de los fanes, en mayo de 2018, Nickelodeon confirmó una segunda temporada para la serie, la cual se estrenó el 22 de octubre de 2018 en Brasil y el 18 de febrero de 2019 en el resto de Latinoamérica.
En 2021, luego de 2 años de su temporada final, ViacomCBS International Studios anunció durante el evento Virtual NATPE Miami una película televisiva de la serie, titulada Kally's Mashup ¡Un cumpleaños muy Kally! (2021). Además, el 1 de junio de 2021, la serie estrenó por Canal Panda en España, finalizando la emisión de ambas temporadas el 10 de diciembre de 2021.

## Sinopsis

### Primera temporada - Parte 1 (2017)
Kally Ponce (Maia Reficco), debe mudarse del pueblo donde vive con su madre y su abuela, llega a la ciudad, para estudiar piano en el famoso y prestigioso Conservatorio Allegro, el colegio de música clásica más importante del país, como la alumna más  joven en la historia de Allegro. Allí, en un mundo de grandes, deberá hacer nuevos amigos, adaptarse a las duras reglas del Conservatorio y aprender a convivir con su papá. 
Ahora Kally está en busca de su verdadera voz, su identidad, entre el piano clásico, que toca desde pequeña, y la música pop, su pasión secreta. Con la ayuda de Dante y sus amigos, creará su propio estilo musical: Kally’s Mashup. 
- El éxito de los primeros 30 episodios dieron como resultado la extensión de la serie de 60 a 75 episodios On-ar. [9]

### Primera temporada - Parte 2 (2018)
Después del final de la primera parte donde Tina descubre que Kally es Mica 635 (la gran compositora de Mashups hechos con piezas clásicas famosas) su amistad está en peligro. Tina no perdona que su mejor amiga le haya ocultado este gran secreto.
Las cosas en Allegro se ponen más intensas cuando Andy quiere ser director de orquesta de música contemporánea y este mismo se lo prohíbe.
Kally y sus amigos intentarán de todo para hacerse escuchar y demostrar que la música es hermosa en todos sus estilos y que si todos la aman es lo que verdaderamente importa.

### Segunda temporada (2019)
En la última instancia del Premio Revelación, Kally canta en la parte libre un mashup pop-clásico; el reglamento de Allegro, señala que en ningún momento se debe de interpretar alguna pieza que no sea de música clásica, ya que por consecuencia será motivo de expulsión del conservatorio.
Los jueces, después de una larga deliberación, la nombran ganadora, permitiendo que conserve su beca y permanezca en Allegro. Es por ello, que Watemberg, el fundador de Allegro, decide agregar el nuevo plan de estudios que consiste en el área de música contemporánea. Kally se entera de que Allegro ya tiene «La Clave de Sol Clásica», que lo reconoce como el conservatorio más prestigioso de música clásica, pero ahora, tendrá que competir contra el Instituto Evolución por «La Clave de Sol Contemporánea». Watemberg prometió cerrar el conservatorio, si no ganaba el concurso.

## Episodios
| Temporada | Temporada  | Episodios | Episodios | Emisión original       | Emisión original       |
| Temporada | Temporada  | Episodios | Episodios | Primera emisión        | Última emisión         |
| --------- | ---------- | --------- | --------- | ---------------------- | ---------------------- |
|           | 1          | 75        | 30        | 23 de octubre de 2017  | 1 de diciembre de 2017 |
|           | 1          | 75        | 45        | 5 de marzo de 2018     | 4 de mayo de 2018      |
|           | Especiales | 4         | 4         | 8 de diciembre de 2017 | 20 de abril de 2019    |
|           | 2          | 45        | 45        | 18 de febrero de 2019  | 19 de abril de 2019    |
|           | Película   | Película  | Película  | 30 de julio de 2021    | 30 de julio de 2021    |

## Reparto
| Actor / Actriz           | Personaje                     | Temporada              | Temporada                 |
| Actor / Actriz           | Personaje                     | 1                      | 2                         |
| Elenco                   | Elenco                        | Elenco                 | Elenco                    |
| ------------------------ | ----------------------------- | ---------------------- | ------------------------- |
| Maia Reficco             | Kally Ponce / "Mica635"       | Principal              | Principal                 |
| Alex Hoyer               | Dante Barkin                  | Principal              | Principal                 |
| Sara Cobo                | Gloria Skyler                 | Antagonista Principal  | Antagonista Reformada     |
| Lalo Brito               | Andrés "Andy" Guiderman       | Principal              | Principal                 |
| Saraí Meza               | Tina Barkin                   | Principal              | Principal                 |
| Tupac Larriera           | Álex                          | Principal              | Principal                 |
| Tom CL                   | Kevin                         | Principal              | Principal                 |
| Daniela Flombaum         | Lucía "Lucy" Magliano         | Principal              | Principal                 |
| Camila Mateos            | Nicole                        | Principal              | Mencionada                |
| José Giménez Zapiola     | Tomás “Tommy” Greco           | Principal              | Invitado                  |
| Celeste Sanazi           | Stefanía “Stefi” Loretto      | Principal              | Principal                 |
| Milagros Masini          | Olivia Grimaldi               | Principal              | Invitada                  |
| Fernanda Serrano Coto    | Lisa Barnes                   | Antagonista Secundaria |                           |
| Juan Cruz Cancheff       | Evaristo                      | Recurrente             | Principal                 |
| Josefina Willa           | Laia Meyer                    |                        | Antagonista Principal     |
| Ana Julia Angilello      | Cindy Skyler                  |                        | Antagonista Secundaria    |
| Zhongbo Li               | Marco Li                      |                        | Antagonista Reformado     |
| Juan Teisaire            | Willy Meyer                   |                        | Recurrente                |
| Marita Ballesteros       | Rosario                       | Recurrente             | Invitada                  |
| Mariano Chiesa           | Mike Ponce                    | Recurrente             | Recurrente                |
| Betina O'Connell         | Carmen Ponce                  | Recurrente             | Recurrente                |
| Miguel Belaustegui       | Ruffo Meyer                   |                        | Recurrente                |
| Josefina Scaglione       | Profesora. Diana Abrankhausen | Recurrente             | Recurrente                |
| Mariano Zabalza          | Pablo Van Brinkhen            | Recurrente             | Recurrente                |
| Jackie Castañeda         | Caridad                       | Recurrente             | Recurrente                |
| Emiliano Dionisi         | Carlos "Charly" Ponce         | Recurrente             | Recurrente                |
| Daniel Campomenosi       | Director de Allegro           | Recurrente             | Invitado                  |
| Sebastián Holz           | Profesor. Norman Skyler       | Antagonista Recurrente | Antagonista Recurrente    |
| Leo Trento               | Serafin Skyler                | Recurrente             | Recurrente                |
| Francisco Donovan        | Felix                         | Recurrente             |                           |
| Melody Balgun            | Rori Meyer                    |                        | Recurrente                |
| Thelma Fardin            | Mara                          |                        | Recurrente                |
| Tomas Blanco             | Bruno                         |                        | Antagonista Recurrente    |
| Sofía Maquieira          | Emma                          |                        | Antagonista Recurrente    |
| Gina Machta              | Flora                         |                        | Recurrente                |
| Javier Gómez             | Director. Watemberg           |                        | Recurrente                |
| Melisa Garat             | Profesora. Julia Ferro        |                        | Recurrente                |
| Germán Tripel            | Director Darío Ruppert        |                        | Antagonista Recurrente    |
| Maxi Espindola           | Nando                         | Antagonista Recurrente |                           |
| Sofía Morandi            | Micaela Taribson              | Antagonista Reformada  | Mencionada indirectamente |
| Carola Arbos             | Jessi Bernes                  | Recurrente             | Mencionada                |
| Juana Barros             | Camila                        | Recurrente             | Mencionada                |
| Estrellas invitadas      |                               |                        |                           |
| Axel                     | Axel                          | Invitado               |                           |
| Adexe y Nauzet Gutiérrez | Adexe y Nauzet Gutiérrez      | Invitados              |                           |
| Alejo Igoa               | El entrevistador              | Invitado               |                           |
| Piso 21                  | Piso 21                       | Invitados              |                           |
| Kevsho                   | Teo                           | Invitado               |                           |
| Oriana Sabatini          | Oriana Sabatini               | Invitada               |                           |
| Lindsey Stirling         | Fan de Mica 635               | Invitada               |                           |

## Producción

### Concepto
Anders se inspiró en las experiencias del mismo, quien salía de giras internacionales con sus hermanos desde muy chico y también estudió música en una universidad del estado norteamericano de Florida mientras cursaba la secundaria, antes de volcarse a la tarea de productor para otros intérpretes.

### Desarrollo
El 17 de mayo de 2017, Tatiana Rodríguez (SVP Brand Head, Kids & Family Group de Nickelodeon Latinoamérica) anunció que el productor ejecutivo musical Adam Anders y 360 Powwow acordaron con Nickelodeon Latinoamérica y Telefe en crear una serie musical titulada Kally's MashUp basada en la vida de Adam Anders, estará compuesta de 60 episodios de una hora de duración siendo estrenado en Nickelodeon Latinoamérica y más tarde en Telefe, que también tendrá los derechos de distribución en Latinoamérica.

### Rodaje
La filmación inició en agosto de 2017 en los estudios de Telefe en Buenos Aires que fue adquirida por Viacom International Media Networks en noviembre de 2016. Y debido al éxito de la misma, en mayo de 2018 se comenzó la filmación de la segunda temporada.

## Música

### Temporada 2017-2018
Kally's Mashup cuenta con música original compuesta por Anders, su compañero musical de años, Peer Åström y su esposa Nikki Anders. Adam Anders también está a cargo de la producción ejecutiva, supervisando toda la música de la serie. El 19 de septiembre fue publicado el sencillo «Key of Life», que sirve como el tema principal de la serie. 
El 9 de marzo de 2018, fue lanzada la primera banda sonora de la serie, Kally's Mashup: La música. Se encuentra disponible en físico y digital a través de plataformas como Amazon y en muchas tiendas de Argentina, Brasil, México y otros países de Latinoamérica.

### Temporada 2018-2019
La música original siguió siendo compuesta por Anders, su compañero musical de años, Peer Åström y su esposa Nikki Anders. Con el lanzamiento de «Unísono» primero en Brasil el 22 de octubre de 2018 y en Latinoamérica el 19 de febrero de 2019 en estreno por el canal oficial de Nickelodeon en Español.
El éxito y gran repercusión de la música dieron como resultado el tan esperado lanzamiento de la segunda banda sonora de la serie el 19 de abril de 2019, incluyendo el tema principal como también un inédito y especial track llamado «Key of Life Andy Mak Remix».

## Premios y nominaciones
| Año  | Premiación                    | Categoría                   | Nominado(s)                     | Resultado | Ref.   |
| ---- | ----------------------------- | --------------------------- | ------------------------------- | --------- | ------ |
| 2017 | Premios Tato                  | «Mejor Ficción Infantil»    | Kally's Mashup                  | Nominada  |        |
| 2018 | Kids' Choice Awards México    | «Actor Favorito»            | Alex Hoyer                      | Nominado  |        |
| 2018 | Kids' Choice Awards México    | «Actor Favorito»            | Lalo Brito                      | Nominado  |        |
| 2018 | Kids' Choice Awards México    | «Actriz Favorita»           | Maia Reficco                    | Nominada  |        |
| 2018 | Kids' Choice Awards México    | «Show Favorito»             | Kally's Mashup                  | Nominado  |        |
| 2018 | Kids' Choice Awards México    | «Ship Favorito»             | Dally (Dante + Kally)           | Nominado  |        |
| 2018 | Kids' Choice Awards México    | «Ship Favorito»             | Luandy (Lucy + Andy)            | Nominado  |        |
| 2018 | Kids' Choice Awards México    | «Villana Favorita»          | Sara Cobo                       | Nominada  |        |
| 2018 | Kids' Choice Awards Argentina | «Actor Favorito»            | Alex Hoyer                      | Ganador   |        |
| 2018 | Kids' Choice Awards Argentina | «Actriz Favorita»           | Maia Reficco                    | Nominada  |        |
| 2018 | Kids' Choice Awards Argentina | «Chico Trendy»              | José Gimenez Zapiola «El Purre» | Ganador   |        |
| 2018 | Kids' Choice Awards Argentina | «Show Favorito»             | Kally's Mashup                  | Nominado  |        |
| 2018 | Kids' Choice Awards Argentina | «Ship Favorito»             | Dally (Dante + Kally)           | Nominado  |        |
| 2018 | Kids' Choice Awards Argentina | «Ship Favorito»             | Luandy (Lucy + Andy)            | Nominado  |        |
| 2018 | Kids' Choice Awards Argentina | «Villana Favorita»          | Sara Cobo                       | Ganadora  | [ 20 ] |
| 2018 | Meus Prêmios Nick             | «Artista de TV Favorito»    | Maia Reficco                    | Ganadora  | [ 20 ] |
| 2018 | Meus Prêmios Nick             | «Programa de TV Favorito»   | Kally's Mashup                  | Ganador   | [ 20 ] |
| 2018 | Meus Prêmios Nick             | «Programa da Nick Favorito» | Kally's Mashup                  | Ganador   | [ 20 ] |
| 2018 | Meus Prêmios Nick             | «Ship do Ano»               | Kally y Dante                   | Ganador   | [ 20 ] |
| 2019 | Kids' Choice Awards México    | «Actor Favorito»            | Alex Hoyer                      | Nominado  |        |
| 2019 | Kids' Choice Awards México    | «Actriz Favorita»           | Maia Reficco                    | Nominada  |        |
| 2019 | Kids' Choice Awards México    | «Mejor Fandom»              | Kallystas                       | Nominado  |        |
| 2019 | Kids' Choice Awards México    | «Ship Favorito»             | Dally (Dante + Kally)           | Nominado  |        |
| 2019 | Kids' Choice Awards México    | «Villana Favorita»          | Sara Cobo                       | Nominada  |        |
| 2019 | Tú Awards 2019                | «Actor Favorito»            | Alex Hoyer                      | Ganador   |        |